# Carpinus cordata
Carpinus cordata är en björkväxtart som beskrevs av Carl Ludwig von Blume. Carpinus cordata ingår i släktet avenbokar, och familjen björkväxter.

## Underarter
Arten delas in i följande underarter:
- C. c. chinensis
- C. c. cordata
- C. c. mollis

## Bildgalleri

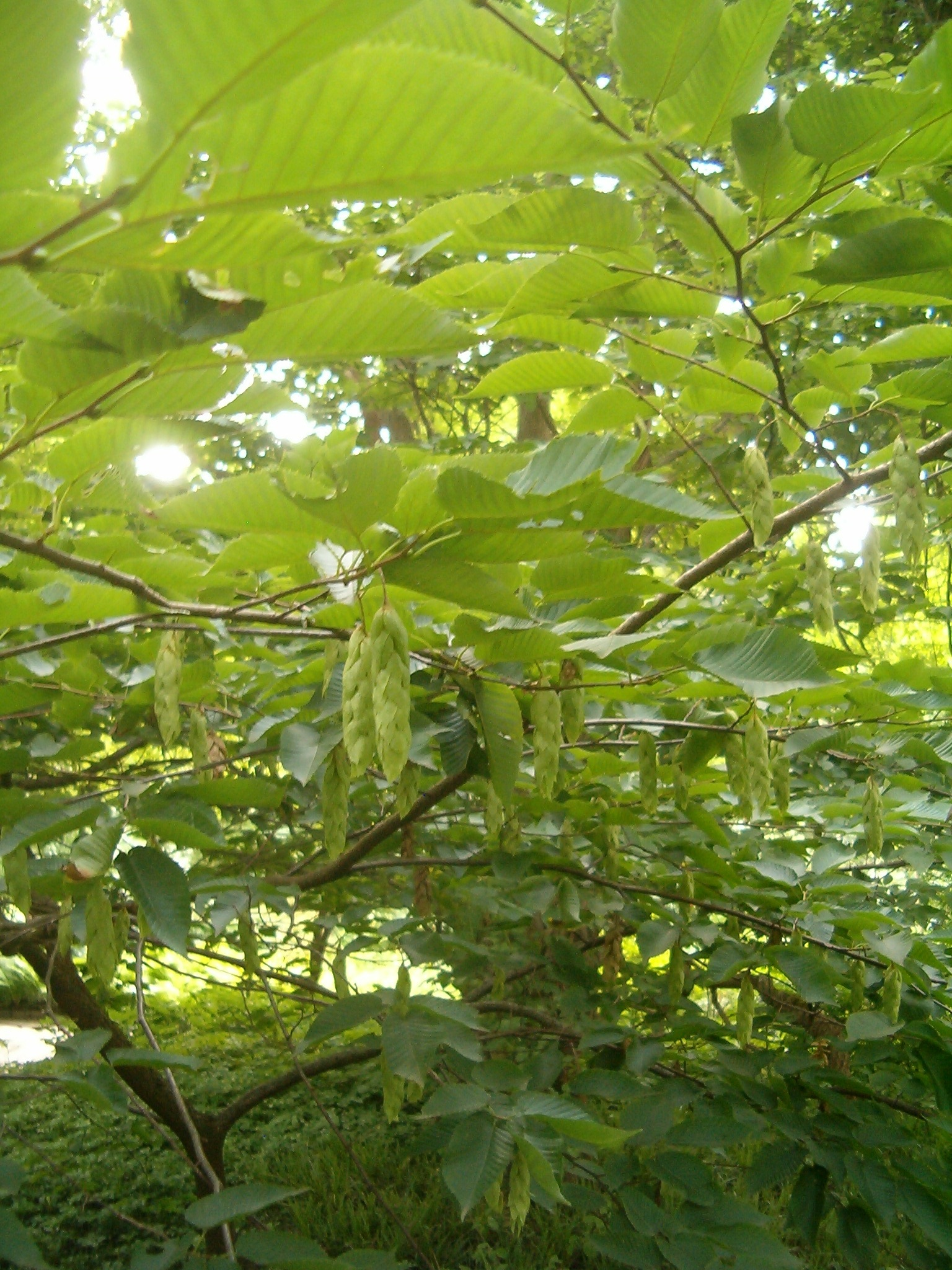
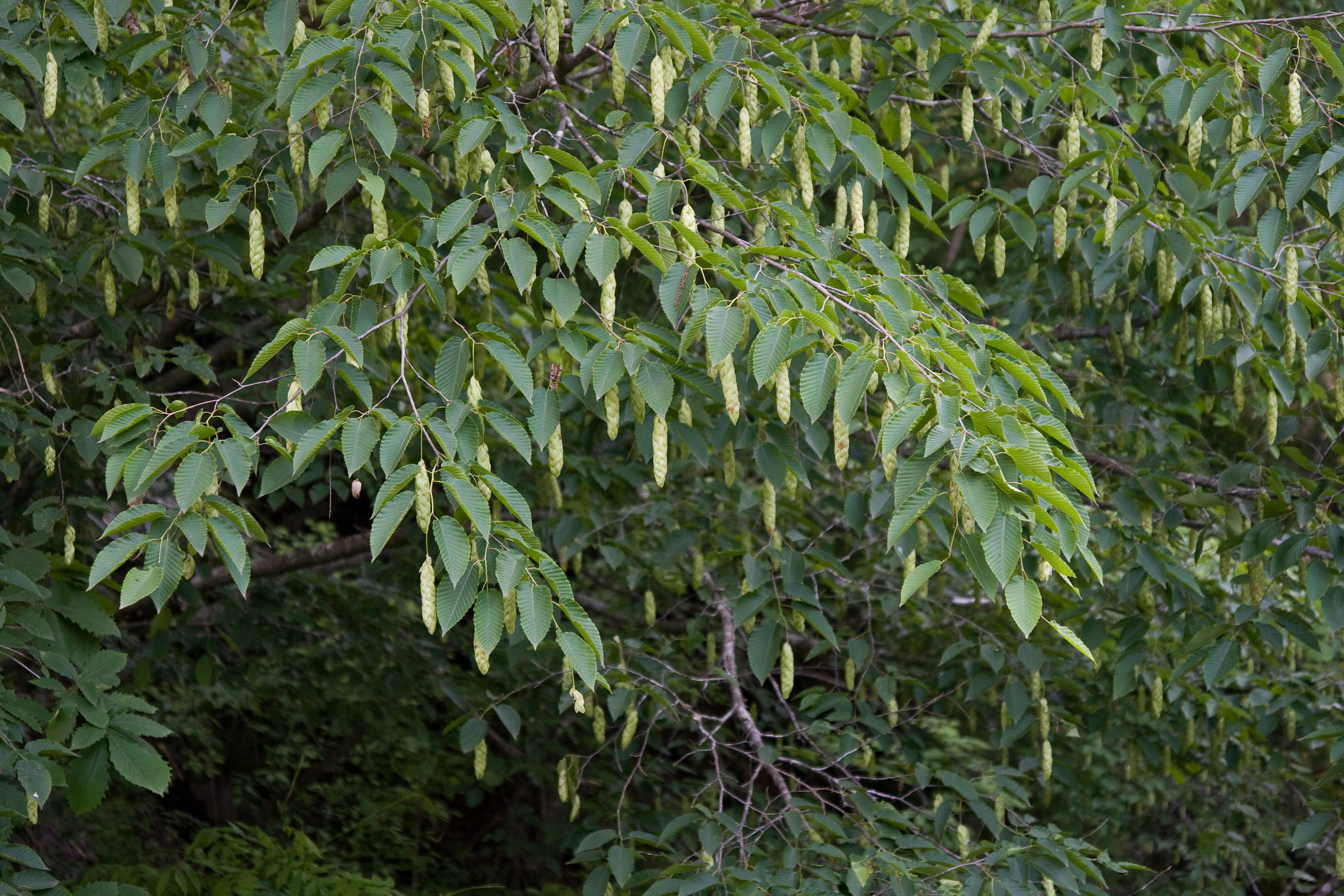
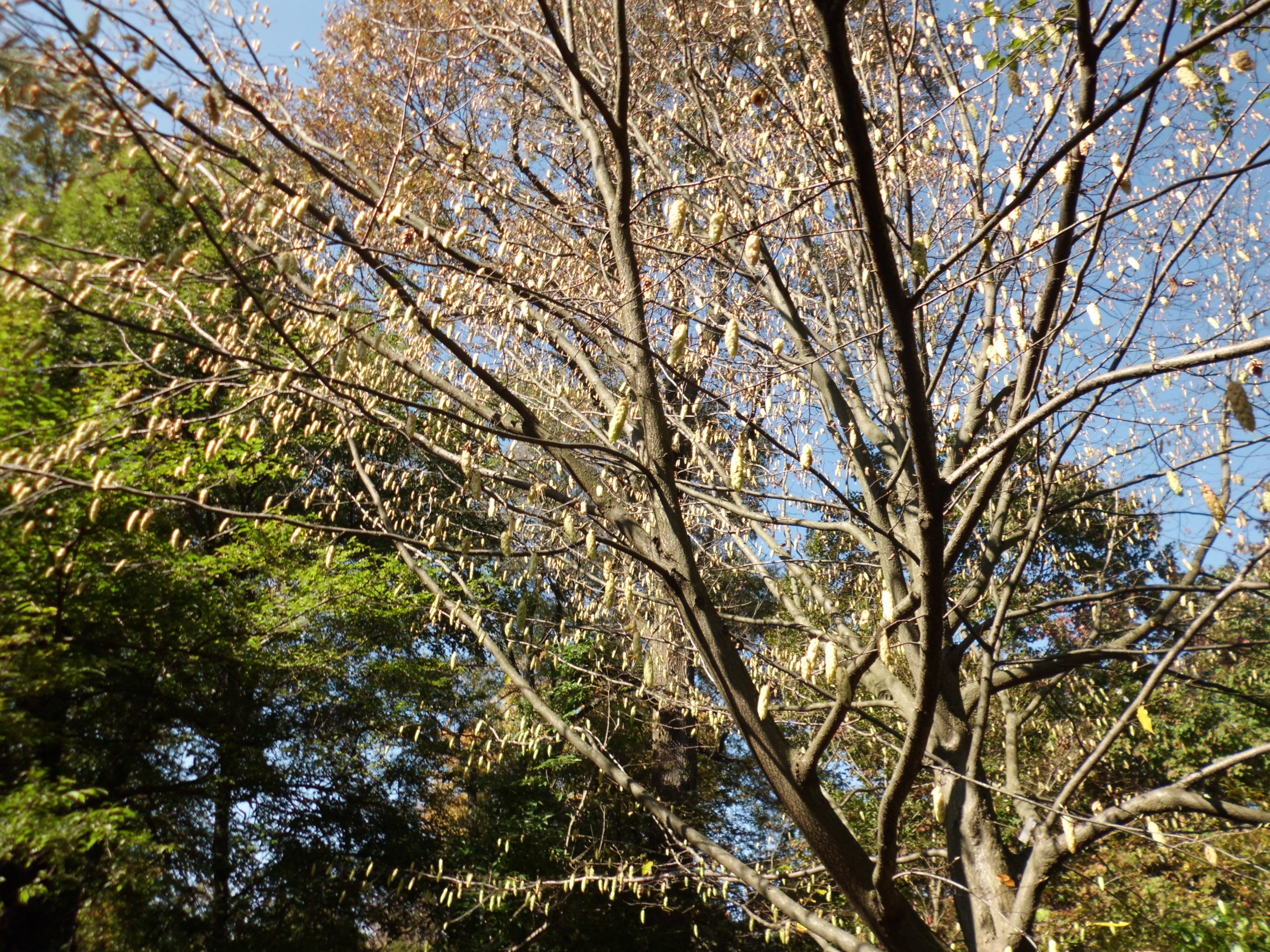
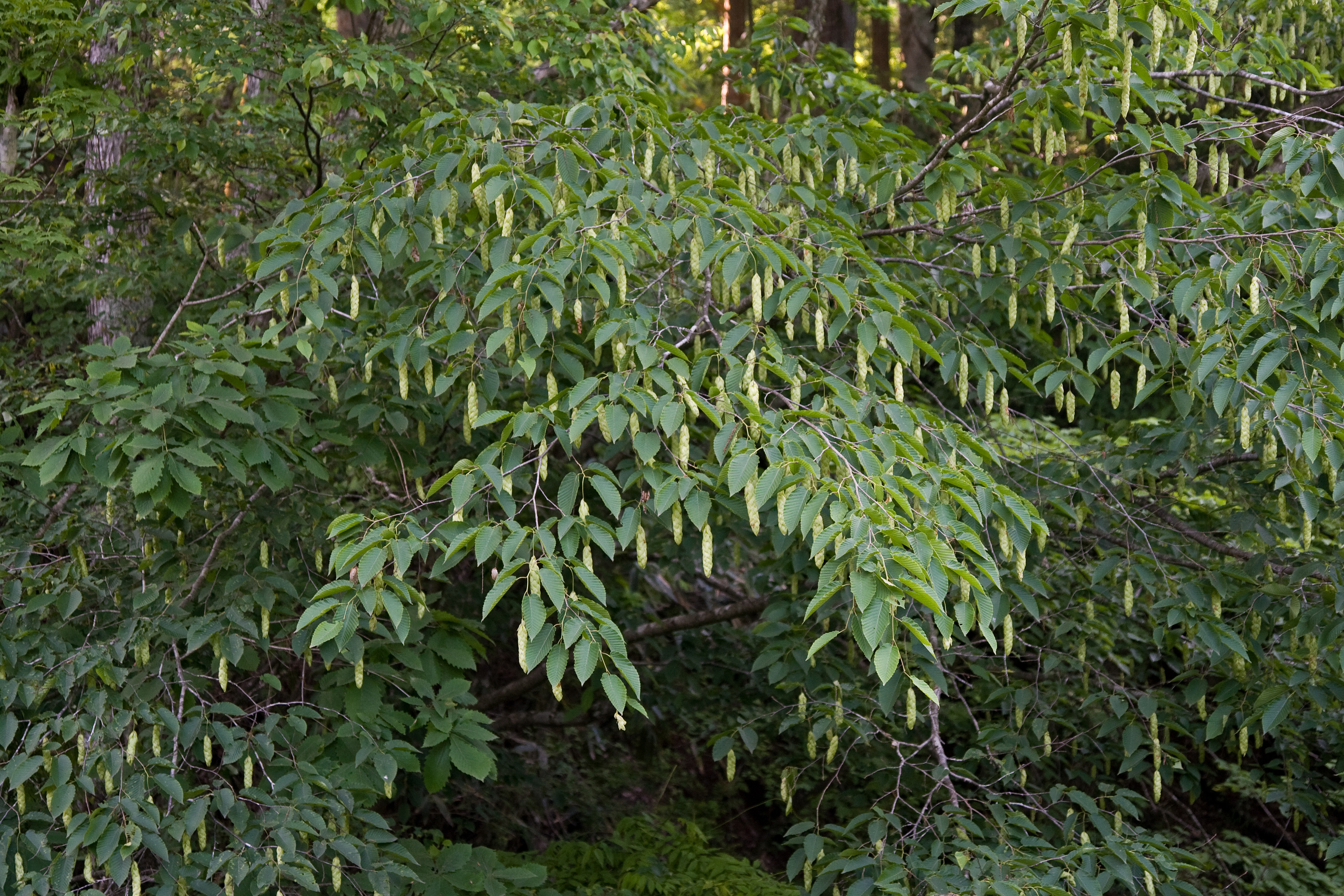